# Рейнбот, Евгений Фёдорович
Евгений Фёдорович Рейнбот (нем. Rheinbott; 1847—1895) — российский инженер-технолог.
Родился в 1847 году; отец — чиновник Министерства финансов Фёдор Антонович Рейнбот.
После окончания гимназии в течение года учился в Московском университете. Ушёл из него и поступил в Санкт-Петербургский практический технологический институт, после окончания которого в 1867 году для приготовления к профессорскому званию был отправлен за границу. В 1872 году после защиты диссертации «О причинах образования патоки (в свеклосахарных заводах)» был удостоен степени инженера-технолога.
С 1874 по 1887 годы был преподавателем химической технологии в 1-м петербургском реальном училище. Преподавал технологию также во 2-м петербургском реальном училище. Затем преподавал товароведение в петербургском коммерческом училище и на коммерческих курсах профессиональной школы фон Дервиз. С 1886 года состоял в чине коллежского советника.
Им был написан «Учебник химической технологии» (СПб., 1885. — 460 с.) и «Пособие для изучения технической части товароведения» (СПб., 1891. — 406 с.). Его популярное сочинение из области технических производств «Ответы на вопросы, как и из чего это делается» выдержало 7 изданий (7-е изд. вполне переработ. — СПб.: типо-лит. С. Ф. Яздовского и К°, 1891. — XVIII, 463 с.: ил.). Ему также принадлежит авторство научно-популярных, неоднократно переиздававшихся изданий: «Чай: Откуда он идет к нам и чем полезен» (1873), «Хлеб и хлебопечение» (1875), «Что такое соль и где ее берут» (1875), «Чай и его польза»  (1875; изд. 2-е. — 1900
Для издания А. С. Суворина «Вся Россия» написал пять статей, касающихся фабричной и заводской промышленности.
Умер от паралича сердца 19 (31) марта 1895 года.